# Marcel René von Herrfeldt
Marcel René von Herrfeldt (* 2. September 1889 in Boulogne-Billancourt bei Paris; † 24. Juni 1965 in München) war ein deutscher Aktmaler aus dem Kreis Kunstschaffender der Münchner Secession. Anfänglich dem Jugendstil verhaftet, fand Herrfeldt durch die intensive Beschäftigung mit der Körpermalerei zu einem expressiven Realismus eigener Prägung.

## Leben
Marcel René von Herrfeldt kam 1889 als Sohn des Künstlerpaares Alice Herrfeldt und Luis Ricardo Falero zur Welt. Deren Begegnungsort, das Paris des Fin de Siècle, war zugleich Herrfeldts Geburtsort.
Herrfeldt widmete sich schon früh der Malerei und studierte, mit kriegsbedingter Unterbrechung, in der Hauptsache in München, Florenz und Paris, wobei sein Schaffen eindeutig durch den Unterricht bei Franz von Stuck geprägt war; zu Beginn in mehrerer Hinsicht, auch hinsichtlich des Malstils, später vor allem noch bezüglich Motiv- bzw. Themenwahl. Bezüglich letzterem kann auch sein Vater – Luis Ricardo Falero – als entscheidende Inspiration gelten.
Obwohl Herrfeldts Lebenslauf bisher nicht lückenlos rekonstruiert ist, lassen sich wichtige Stationen seiner Vita benennen: Sicher ist, dass er 1921 große Beachtung fand, als er mit seiner Interpretation der Sklavin zum ersten Mal an der Jahresausstellung der Münchner Secession im Glaspalast teilnahm.
Die starke Beachtung Herrfeldts in den Zwischenkriegsjahren verflüchtigte sich allerdings im Laufe des Zweiten Weltkriegs zusehends, namentlich auch mit der Auflösung der Münchner Secession im Zuge von Kunst- und Kultursäuberungen im Dritten Reich.
Die Arbeit in seinem Münchner Atelier nahm Herrfeldt im Jahre 1951 wieder auf; insgesamt gelang es ihm jedoch nicht, an die Erfolge der Zwischenkriegsjahre anzuknüpfen. Mit dem Diplôme d`honneur von 1971 wurde Herrfeldts Schaffen erst posthum – sechs Jahre nach seinem Tod – ausgezeichnet.
Liiert war Herrfeldt mit der Autorin Germaine, die dem Künstler für mehrere Werke Modell gestanden hat.

## Werk
«Herrfeldt ist nicht ohne weiteres in eine bestimmte Kunstrichtung oder -gruppe einzureihen.»
Mit Blick auf die Gesamtheit seines Œuvres lassen sich grob zwei Phasen unterscheiden: eine Frühphase des Jugendstils und eine späte Phase des expressiven Realismus eigener Prägung. Dagegen lässt sich eine gewisse Kontinuität bezüglich seiner Sujets ausmachen, wobei Herrfeldt sich als Körpermaler/Aktmaler profiliert und mit Vorliebe aus dem weitläufigen Repertoire der Astrologie sowie der griechischen Mythologie schöpft.

### Inspiration
Bezüglich Motivwahl können sowohl sein leiblicher Vater, der spanische Ingenieur und Maler Luis Ricardo Falero, der in seinen Werken den Frauenkörper mit Themen aus Astrologie und Astronomie in Verbindung bringt, als auch Franz von Stuck, ein bedeutender Vertreter der Münchner Secession, mit seiner Vorliebe für mythologische Themen, als wesentliche Ideengeber angesehen werden.
Seine Vorliebe für Akte und Frauenkörper teilte Herrfeldt mit zahlreichen Zeitgenossen und weiteren Kunstbewegungen, etwa mit der Wiener Secession, mit namhaften Vertretern wie Gustav Klimt oder Egon Schiele.

### Stil
In seinen Anfängen noch stark dem Jugendstil verhaftet, fand Herrfeldt im Laufe der Zeit zu einem expressiven Realismus eigener Prägung; im Rahmen dessen wird die pastose, auf Statik aufbauende Herangehensweise von einer flüssigen und glatten Malweise abgelöst, wobei zudem die fein auf die Leinwand aufgetragene Malschicht typisch ist.

### Schlüsselwerke, Themen und Motive
Herrfeldt schöpft bei seiner Themenwahl aus einem breiten Spektrum von antiker Mythologie und Astrologie. Seine intensive Beschäftigung mit der Aktmalerei bringt ihm außerdem den von Max Drost geprägten Beinamen «Verkünder der Schönheit» ein.
Besonders deutlich kommt die Affinität zur Astrologie in seinem Spätwerk Poseidon zur Geltung, dessen Fertigstellung auf das Jahr 1960 datiert und das dem Künstler selber als Hauptwerk und Vollendung seines Schaffens gilt. Mit diesem Werk gelangt Herrfeldt nicht nur zu seiner Darstellung der mythologischen Meeresgottheit, das Datum dessen Vollendung fällt zudem wohl nicht ganz zufällig mit der damals vieldiskutierten Wende zum Wassermannzeitalter im astrologischen Kalender zusammen. Eine weitere Besonderheit liegt darin, dass Herrfeldt praktisch ausschließlich die Fertigstellung dieses Gemäldes genau – auf 1960 – datiert.
Dass Herrfeldt sich nicht nur der weiblichen, sondern auch der männlichen Aktdarstellung widmete, kündigt sich bereits in früheren Werken an, beispielsweise im Zusammenhang mit seinem liegenden Narziss. Beim großformatigen Doppelakt Paris entführt seine Helena, auf dem Paris Helena geschultert durch die Fluten trägt, verbinden sich alle für Herrfeldt typischen Elemente: Mythologie, Akt und Meer.
Bedeutende Frauendarstellungen sind insbesondere seine Interpretationen der Salome mit dem Haupt Johannes des Täufers sowie der Judith mit dem Haupt des Holophernes. Die Sklavin kann mit Blick auf Herrfeldts Biografie bzw. aus heutiger Sicht ebenfalls zu den Schlüsselwerken gezählt werden, da der Künstler durch deren Ausstellung 1921 im Glaspalast Berühmtheit erlangt.
Weitere Motive im Bereich der Akt- und Körperdarstellungen sind seine Orgien, Lesben-, Musik- und Bewegungsszenen sowie das Element Wasser, zu dessen Darstellung Herrfeldt intensive Studien durchführt.
Mit Blick auf die Gesamtheit seines Werks bildet inhaltlich auch die (Emanzipation der) Frau einen roten Faden, wobei die Kombination einer äußerst selbstbewussten, ausdrucksstarken Frauendarstellung mit einer an antike Körperdarstellungen gemahnenden, stark idealisierten Körperdarstellung überaus spannungsgeladen ist und insbesondere in den 1920er Jahren sehr provokativ gewirkt haben muss.

### Aktualität
Obschon heute nur sehr selten ein expliziter Bezug zur Herrfeldts Œuvre hergestellt wird, kommt seiner Themenwahl und Darstellung aktuell Relevanz zu: So kann Herrfeldt als ein Wegbereiter der Pin-up-Kultur angesehen werden; seine Darstellungsart menschlicher Körper lebt heute vor allem in der Photographie weiter und referiert auf zeitgenössische Schönheitsideale. Das Spannungsverhältnis zwischen erotischer, auch idealisierter Körperdarstellungen und Emanzipation (der Frau) stellt nicht nur im damaligen Kontext eine Kontroverse dar, vielmehr wird dieses seitdem immer wieder neu verhandelt, aktuell etwa im Zusammenhang der Femen-Bewegung.
Im September 2020 wurde die private Sammlung aus dem Nachlass des Künstlers mit fast 100 Werken in einer einzigen Auktion in Düsseldorf erfolgreich versteigert, was eine erhebliche Sammlerschaft für das Werk von Herrfeldt belegt.

## Film
- Stephan Kayser: Marcel von Herrfeldt – Künder der Frauenschönheit (1978)
- Stephan Kayser: Magma – Eine Reise von hier nach dort (1980)